# Comuna Serehovîci, Stara Vîjivka
Serehovîci (în ucraineană Сереховичі) este o comună în raionul Stara Vîjivka, regiunea Volînia, Ucraina, formată din satele Hrabove, Nova Volea și Serehovîci (reședința).

## Demografie
Componența lingvistică a satului Serehovîci
     Ucraineană (98,79%)
     Rusă (1,14%)
Conform recensământului din 2001, majoritatea populației satului Serehovîci era vorbitoare de ucraineană (98,79%), existând în minoritate și vorbitori de rusă (1,14%).